# Высшие учебные заведения Латвии

Главный корпус Латвийского университета

Высшие учебные заведения Латвии — высшие учебные заведения, действующие в Латвии. 
Высшее образование в Латвии имеет три уровня — бакалавриат, магистратура и докторантура. Университеты и высшие школы предоставляют программы академического и профессионального образования, научную деятельность, исследования и художественное творчество. Колледжи предлагают программы высшего профессионального образования первого уровня, они могут функционировать как колледжи, учрежденные университетами, или как независимые учебные заведения.

## Университеты
- Латвийский университет (LU)[1]
- Рижский технический университет (RTU)[2]
- Даугавпилсский университет (DU)[3]
- Лиепайский университет[4]
- Рижский университет имени Страдыня (RSU)[5]
- Латвийский университет бионаук и технологий[6]

## Государственные высшие учебные заведения
- Латвийская академия культуры (LKA)
- Латвийская художественная академия (LMA)
- Латвийская музыкальная академия имени Язепа Витола[7]
- Латвийская спортивно-педагогическая академия (LSPA)[8]
- Латвийская морская академия (LJA)[9]
- Резекненская технологическая академия[10]
- Вентспилсская высшая школа (VENTA)[11]
- Видземская высшая школа (ViA)[12]
- Высшая банковская школа (BA)[13]

## Христианские высшие учебные заведения
- Латвийская христианская академия (LKA)
- Рижская духовная семинария
- Латвийская межконфессиональная богословская семинария
- Академия Лютера Евангелическо-лютеранской церкви Латвии

## Частные высшие учебные заведения
- Балтийская Международная Академия (BSA)[14]
- Стокгольмская школа экономики в Риге (SSE Riga)[15]
- Высшая бизнес-школа «Turība»
- Рижская международная школа экономики и делового администрирования (RISEBA)
- Рижская высшая юридическая школа (RJA)
- Академия менеджмента информационных систем (ISMA)
- Институт транспорта и связи (TSI)

## Военные учебные заведения
- Национальная академия обороны Латвии (NAA)[16]
- Колледж государственной полиции